# Juan Manuel Alamillos Rodríguez
Juan Manuel Alamillos, més conegut com a Juanma (Madrid, 5 de maig de 1973) és un exfutbolista madrileny que jugava de defensa.
Sorgit del planter de l'Atlètic de Madrid, Juanma va jugar amb l'equip matalasser els seus únics dos partits a primera divisió la temporada 93/94. Posteriorment, va jugar en Segona Divisió amb el CD Toledo (94/97) i amb el Getafe CF (99/00). A banda, ha jugat en altres equips com l'AD Ceuta, el qual milita a Segona B.
Després de la seua retirada, ha entrat a formar part del cos tècnic de l'AD Ceuta.